# تیم ملی بسکتبال ماداگاسکار
تیم ملی بسکتبال ماداگاسکار، نماینده ماداگاسکار در مسابقات بین المللی بسکتبال است این تیم توسط فدراسیون بسکتبال ماداگاسکار اداره می شود. 
بزرگترین موفقیت این تیم کسب مقام نهم در مسابقات قهرمانی آفریقا در سال ۱۹۷۲ بوده است که در آن ماداگاسکار به طرز شگفت انگیزی بالاتر از تیم ساحل عاج و تیم نیجریه قرار گرفت.